# Patricia Norris
Patricia Norris (* 22. März 1931; † 20. Februar 2015 in Van Nuys, Kalifornien) war eine US-amerikanische Kostümbildnerin, die sechs Mal für den Oscar für das beste Kostümdesign nominiert wurde und damit zu den am häufigsten Nominierten in dieser Kategorie ohne Oscargewinn gehört.

## Biografie
Patricia Norris hatte lange Zeit als Angestellte in der Kostümabteilung von Warner Bros. gearbeitet, ehe sie Ende der 60er Jahre erstmals Gelegenheit erhielt, als Kostümbildnerin zu arbeiten. Ihr erster Film war 1968 der Western Die Letzten vom Red River. Zwei Jahre darauf folgte mit Rio Lobo von Howard Hawks ein weiterer Western (diesmal mit John Wayne), wo sie vor allem die Hauptdarstellerin Jennifer O’Neill einkleidete. Im Laufe ihrer Karriere wirkte Patricia Norris bei der Entstehung von rund 90 Filmen mit.
Bei der Oscarverleihung 1979 war sie erstmals für einen Oscar in der Kategorie bestes Kostümdesign in dem Film In der Glut des Südens (1978) von Terrence Malick nominiert. Ebenfalls 1979 erhielt sie eine Nominierung für den Saturn Award für das beste Kostüm der Academy of Science Fiction, Fantasy & Horror Films für den Film Unternehmen Capricorn (1978) von Peter Hyams. 1980 erhielt sie eine weitere Oscarnominierung und zwar diesmal für die Kostüme in dem Filmdrama Der Elefantenmensch (1980) von David Lynch.
Die nächste Oscarnominierung für das beste Kostümdesign folgte 1983 für die Verwechslungskomödie Victor/Victoria (1982) von Blake Edwards, ehe sie bei der Oscarverleihung 1985 abermals in dieser Kategorie nominiert war und zwar diesmal für den Science-Fiction-Film 2010: Das Jahr, in dem wir Kontakt aufnehmen (1984) von Peter Hyams. Für diesen Film war sie auch erneut für einen Saturn Award für das beste Kostüm nominiert. 1989 war Patricia Norris wiederum für einen Oscar nominiert für die Kostüme in Sunset – Dämmerung in Hollywood (1988) von Blake Edwards.
In der Folge erhielt sie 1990 einen Emmy für das herausragendste Kostümdesign in dem Pilotfilm der Serie Twin Peaks sowie zugleich eine Emmy-Nominierung für das herausragendste Szenenbild. Sie wurde bei den Satellite Awards 2007 zusammen mit Martin Gendron und Troy Sizemore für das beste Szenenbild in dem Western-Drama Die Ermordung des Jesse James durch den Feigling Robert Ford (2007) von Andrew Dominik nominiert. Ihr letzter großer Film war der von Kritikern hochgeschätzte 12 Years a Slave, für den sie zahlreiche Nominierungen erhielt.
Neben zahlreichen anderen Filmen und Fernsehserien wirkte sie als Kostümdesignerin bei der Fernsehserie Die Waltons (1972) sowie dem Mafiafilm Scarface (1983) von Brian De Palma mit.

## Filmografie (Auswahl)
- 1969: Die Letzten vom Red River (The Good Guys and the Bad Guys)
- 1970: Rio Lobo
- 1978: In der Glut des Südens (Days of Heaven)
- 1979: Unternehmen Capricorn (Capricorn One)
- 1979: Der Elefantenmensch (The Elephant Man)
- 1982: Victor/Victoria
- 1983: Scarface
- 1984: 2010: Das Jahr, in dem wir Kontakt aufnehmen (2010: The Year We Make Contact)
- 1988: Sunset – Dämmerung in Hollywood (Sunset)
- 2007: Die Ermordung des Jesse James durch den Feigling Robert Ford (The Assassination of Jesse James by the Coward Robert Ford)
- 2013: 12 Years a Slave

## Auszeichnungen und Nominierungen
Academy Award
- 1979 Nominierung: Oscar für das beste Kostümdesign für Days of Heaven
- 1981 Nominierung: Oscar für das beste Kostümdesign für The Elephant Man
- 1983 Nominierung: Oscar für das beste Kostümdesign für Victor/Victoria
- 1985 Nominierung: Oscar für das beste Kostümdesign für 2010: The Year We Make Contact
- 1989 Nominierung: Oscar für das beste Kostümdesign für Sunset
- 2014 Nominierung: Oscar für das beste Kostümdesign für 12 Years a Slave

Primetime Emmy Awards
- 1990 Primetime Emmy für das beste Kostümdesign (Twin Peaks – die erste Episode „Pilot (#1.1)“)

Academy of Science Fiction, Fantasy & Horror Films
- 1978 Nominierung: Saturn für das beste Kostümdesign für Capricorn One
- 1985 Nominierung: Saturn für das beste Kostümdesign für 2010

Art Directors Guild
- 2011: Lifetime Achievement Award (für ihr Lebenswerk)

Awards Circuit Community Awards
- 2013 Nominierung: Für das beste Kostümdesign für 12 Years a Slave

Broadcast Film Critics Association Awards
- 2014 Nominierung: Critics Choice Award für das beste Kostümdesign für 12 Years a Slave

Costume Designers Guild Awards
- 2014 Preis für das beste Kostümdesign für 12 Years a Slave

Las Vegas Film Critics Society Awards
- 2013 Sierra Award für das beste Kostümdesign für 12 Years a Slave

Online Film & Television Association
- 2008 Nominierung: OFTA Film Award für das beste Kostümdesign für The Assassination of Jesse James by the Coward Robert Ford (gemeinsam mit: Richard Hoover, Troy Sizemore und Janice Blackie-Goodine)
- 2014 Nominierung: OFTA Film Award für das beste Kostümdesign für 12 Years a Slave

Phoenix Film Critics Society Awards
- 2013 Nominierung: Für das beste Kostümdesign für 12 Years a Slave

Satellite Awards
- 2007 Nominierung: Für das beste Kostümdesign für The Assassination of Jesse James by the Coward Robert Ford (gemeinsam mit Martin Gendron und Troy Sizemore)
- 2013 Nominierung: Für das beste Kostümdesign für 12 Years a Slave